# Doxocopa wilmattae
Doxocopa wilmattae är en fjärilsart som beskrevs av Cockerell 1907. Doxocopa wilmattae ingår i släktet Doxocopa och familjen praktfjärilar. Inga underarter finns listade i Catalogue of Life.